# 2002 في بيرو
فيما يلي قوائم الأحداث التي وقعت خلال عام 2002 في بيرو.

## سياسة

### انتهاء فترة المنصب
- 1 يناير – ألبرتو أندرادي عمدة ليما ‏.
- 11 يوليو – بيدرو بابلو كوشينسكي وزير الاقتصاد والمالية  [لغات أخرى]‏.

## رياضة
- 1 يناير – الدوري البيروفي لكرة القدم 2002 الفائز نادي سبورتينغ كريستال.
- 1 يناير – دوري الدرجة الثانية البيروفي 2002 الفائز اتحاد هوارال.
- 1 يناير – كوبا بيرو 2002 الفائز Atlético Universidad [الإنجليزية]‏.

## مواليد

### يناير
- 1 يناير – أوسكار بينتو

## وفيات

### يونيو
- 4 يونيو – فرناندو تيري (مواليد 1912)

### أكتوبر
- 10 أكتوبر – ماريو دي لاس كاساس (مواليد 1901) لاعب كرة قدم بيروفي.

### نوفمبر
- 27 نوفمبر – إدواردو فرنانديز (مواليد 1923)